# سهره‌چه‌ها
سهره‌چه‌ها (نام علمی: Spizella) نام یک سرده از تیره زردپره‌ایان است.